# Grylloclonia minima
Grylloclonia minima är en insektsart som först beskrevs av Oliver Zompro 1998.  Grylloclonia minima ingår i släktet Grylloclonia och familjen Pseudophasmatidae. Inga underarter finns listade i Catalogue of Life.